# William Evans Hoyle
William Evans Hoyle (Manchester, 28 gennaio 1855 – Porthcawl, 7 febbraio 1926) è stato uno zoologo britannico.
Specializzato in creature delle profondità marine, lavorò alla classificazione e alle illustrazioni della spedizione Challenger dal 1882 al 1888. Dal 1889 al 1909 ricoprì l'incarico di direttore del Manchester Museum e dal 1909 fino al suo pensionamento, nel 1924, di direttore del National Museum of Wales.

## Biografia

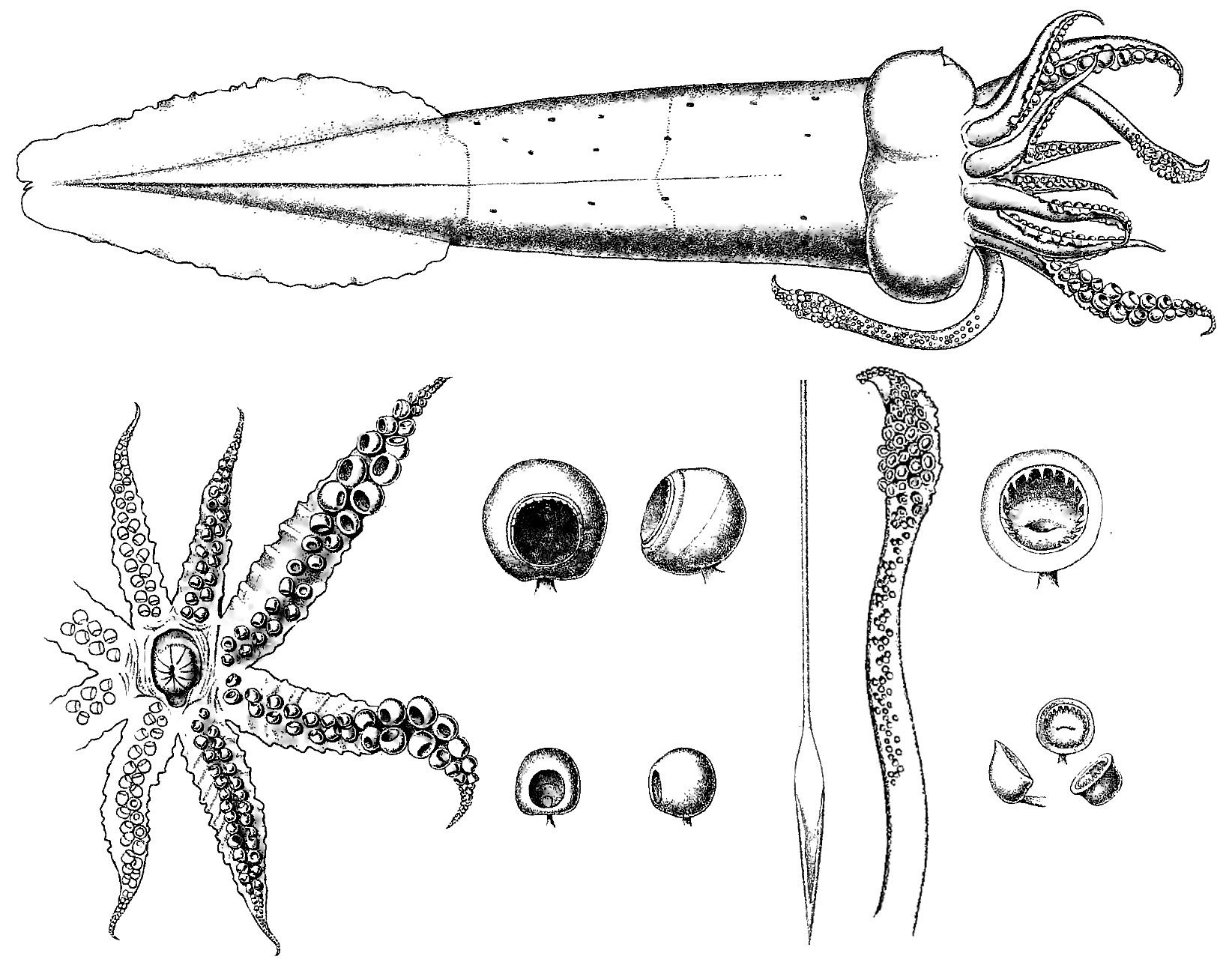
Suo disegno, tratto da Report on the Cephalopoda collected by H. M. S. Challenger during the years 1873-76, di Teuthowenia megalops e sue parti anatomiche.

Nato a Manchester, figlio di William Jennings Hoyle, ingegnere (incisore secondo altre fonti), il giovane William Evans iniziò il suo percorso formativo all'Old Trafford dimostrando spiccate attitudini allo studio che gli valsero una borsa di studio offerta all'Owens College. Qui ottenne i primi riconoscimenti nel campo dell'ingegneria e della biologia, tra cui il Dalton Natural History Prize. Dopo aver frequentato anche l'Exeter College nel 1874, ottenne una borsa di studio junior dalla Christ Church, allora del valore di 100 sterline per cinque anni, decidendo di spostarsi ad Oxford per prendere residenza in quell'università. Iscritto alla facoltà di scienze naturali, al termine del corso, nel 1877 ottenne il Bachelor of Arts laureandosi inoltre con lode in quella branca della scienza. Ottenuta una nuova borsa di studio, si spostò a Londra per approfondire le proprie conoscenze al St Bartholomew's Hospital ottenendo poi il diploma alla Royal College of Surgeons of England. I suoi studi di anatomia vennero messi a frutto tornando, come assistente, all'Owens College di Manchester e, mentre occupava quell'incarico, nel 1882, anno in cui ottenne il Master of Arts, fu chiamato a contribuire, sotto la direzione dell'oceanografo scozzese John Murray, alla pubblicazione delle relazioni redatte durante la spedizione Challenger.
Lavorò a quel progetto per sei anni, ottenendo nel frattempo un dottorato in scienze (Doctor of Science), per poi, grazie a una sovvenzione ottenuta dalla Royal Society, riuscire ad approfondire i risultati della spedizione, compito che in questo contesto si concretizzò in un volume di 289 pagine sui Cefalopodi corredato di tavole da lui stesso disegnate. Questa rimase la sua principale pubblicazione, che in vita gli valse il riconoscimento come la massima autorità in questo ramo della scienza, non meno di altri suoi studi monografici sui cefalopodi provenienti dalle altre principali spedizioni esplorative della sua epoca, l'Albatross, la British National Antarctic Expedition e la Scottish National Antarctic Expedition.
Nel frattempo, su proposta di John Murray, Morrison Watson, John Gray McKendrick e James Cossar Ewart, nel 1883 fu eletto Fellow della Royal Society di Edimburgo.
Nel 1906 è stato presidente della Museums Association of Great Britain.
| Hoyle è l'abbreviazione standard utilizzata per le specie animali descritte da William Evans Hoyle. Categoria:Taxa classificati da William Evans Hoyle |